# Per Ung
Por Ung (5 de junio de 1933 - 20 de junio de 2013) fue un escultor noruego. Su primer gran encargo público era la estatua de bronce de la actriz Johanne Dybwad, situado en Johanne Dybwads Plass fuera del Teatro Nacional de Oslo. Su monumento de la patinadora Sonja Henie se encuentra en Frogner Stadion. Su estatua de Fridtjof Nansen está colocada fuera del edificio de Fram en Bygdøy. Un monumento del compositor Johan Halvorsen está colocado fuera del Teatro Nacional de Oslo. Por Ung murió de cáncer el 20 de junio de 2013 a la edad de 80 años.